# Arrondissement Ancenis
Arrondissement Ancenis je francouzský arrondissement ležící v departementu Loire-Atlantique v regionu Pays de la Loire. Člení se dále na 5 kantonů a 29 obcí.

## Kantony
- Ancenis
- Ligné
- Riaillé
- Saint-Mars-la-Jaille
- Varades